# Slavoetytsj
Slavoetytsj (Oekraïens: Славутич) is een stad in de Oekraïense oblast Kiev, niet ver van de grens met Wit-Rusland. De stad is een exclave van deze oblast; ze wordt geheel omringd door de oblast Tsjernihiv. De naam van de stad is afgeleid van de Oudslavische benaming voor de nabijgelegen rivier de Dnjepr.
Slavoetytsj heeft zo'n vijfentwintigduizend inwoners (2005) en is vrij nieuw: de stad werd na de kernramp van Tsjernobyl (1986) volgens een vast plan opgebouwd om de inwoners van het door de kernramp onbewoonbare Prypjat een nieuwe woonplaats te geven. Tot de stichting van Slavoetytsj werd vrij snel na de ramp besloten en in 1987 kwamen de eerste bewoners al. De eerste families konden op 26 maart 1988 een woning betrekken. De stad ligt op 45 kilometer van Prypjat en op vijftien kilometer van de verboden zone rond de Tsjernobyl-kerncentrale. De Oekraïense hoofdstad Kiev ligt op tweehonderd kilometer; de historische stad Tsjernihiv op 40 kilometer.

## Geschiedenis
Drie hoofdfactoren bepaalden de huidige ligging van de stad. Om de gezondheid van de medewerkers veilig te stellen werd gezocht naar een plek buiten de verboden zone, alhoewel de plek alsnog bedekt werd met twee meter schone aarde. In de tweede plaats moesten goederen en bouwmaterialen gemakkelijk aan te voeren zijn. Aangezien de omgeving vrij moerassig is, kon dit alleen geschieden over water en was het daarom belangrijk de afstand tot de Dnjepr zo klein mogelijk te houden. Ten derde leunt de stad, net als Prypjat in het verleden, economisch sterk op de kerncentrale Tsjernobyl. Werknemers moesten de reis van 50 kilometer richting het westen snel kunnen maken. Deze mogelijkheid werd gevonden in het verlaten treinstationnetje Nerefa. Veel inwoners gaan nog elke dag op en neer naar de centrale voor onder meer onderhoudswerkzaamheden, bewaking en wetenschappelijk onderzoek. Dit gebeurt per trein, waarbij men over Wit-Russisch gebied moet reizen.
Slavoetytsj werd gebouwd als stad van de 21e eeuw met goede voorzieningen, moderne architectuur en een hogere levensstandaard vergeleken met de meeste andere Oekraïense steden. De stad kon snel gebouwd worden omdat acht verschillende sovjetrepublieken ieder een wijk ontwierp en bouwde. Hierdoor heeft ook elke wijk een eigen stijl en sfeer. De wijken zijn vernoemd naar de hoofdsteden van de betrokken republieken: Kiev, Tallinn, Riga, Vilnius, Bakoe, Tbilisi en Moskou. De andere wijken in de stad heten Belgorod, Dobryni, Jerevan, Leningrad, Tsjernihiv en Petsjory.

### Russische invasie van Oekraïne in 2022
Tijdens de Russische invasie van Oekraïne in 2022 raakte Slavoetytsj omsingeld en geïsoleerd door Russische troepen in de loop van hun Kiev-offensief eind februari 2022. Op 25 maart 2022, na dagen van beschietingen, trokken de Russische troepen de stad binnen, namen een ziekenhuis in en hielden de burgemeester Yuri Fomichiv vast, terwijl de lokale bevolking de straat op ging om te protesteren tegen de bezetting. Na aanhoudende protesten lieten de Russische troepen de burgemeester vrij en verlieten de stad op 26 maart.